# Allison Higson
Allison Higson, née le 13 mars 1973 à Mississauga, est une nageuse canadienne.

## Biographie
Aux Jeux olympiques d'été de 1988 à Séoul, Allison Higson remporte la médaille de bronze à l'issue de la finale du relais 4 × 100 m 4 nages en compagnie de Lori Melien, Jane Kerr et Andrea Nugent.